# Beppe Gabbiani
Giuseppe (Beppe) Gabbiani (Piacenza, 2 januari 1957) is een Italiaans voormalig Formule 1-coureur.
Hij reed in 1978 en 1981 zeventienmaal een Grand Prix voor de teams Surtees en Osella. Hij wist zich voor drie races te kwalificeren en bij alle viel hij uit.
In zijn racecarrière reed hij onder andere in de Formule 2. In een later vervolg van zijn carrière scoorde hij een derde plaats bij de 1000 km van Spa-Francorchamps in 2003.